# Vieux (Calvados)

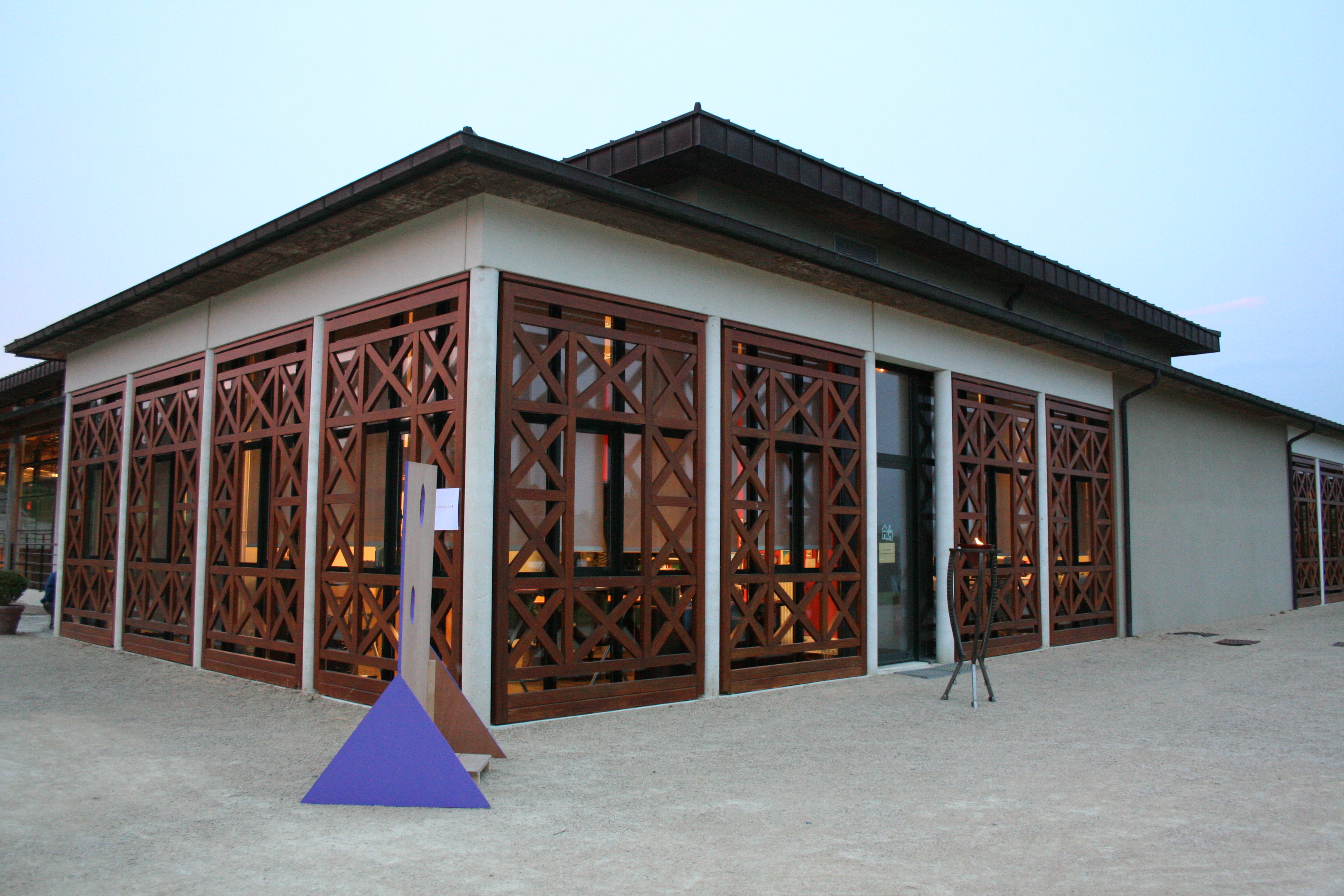
Museum Vieux-la-Romaine

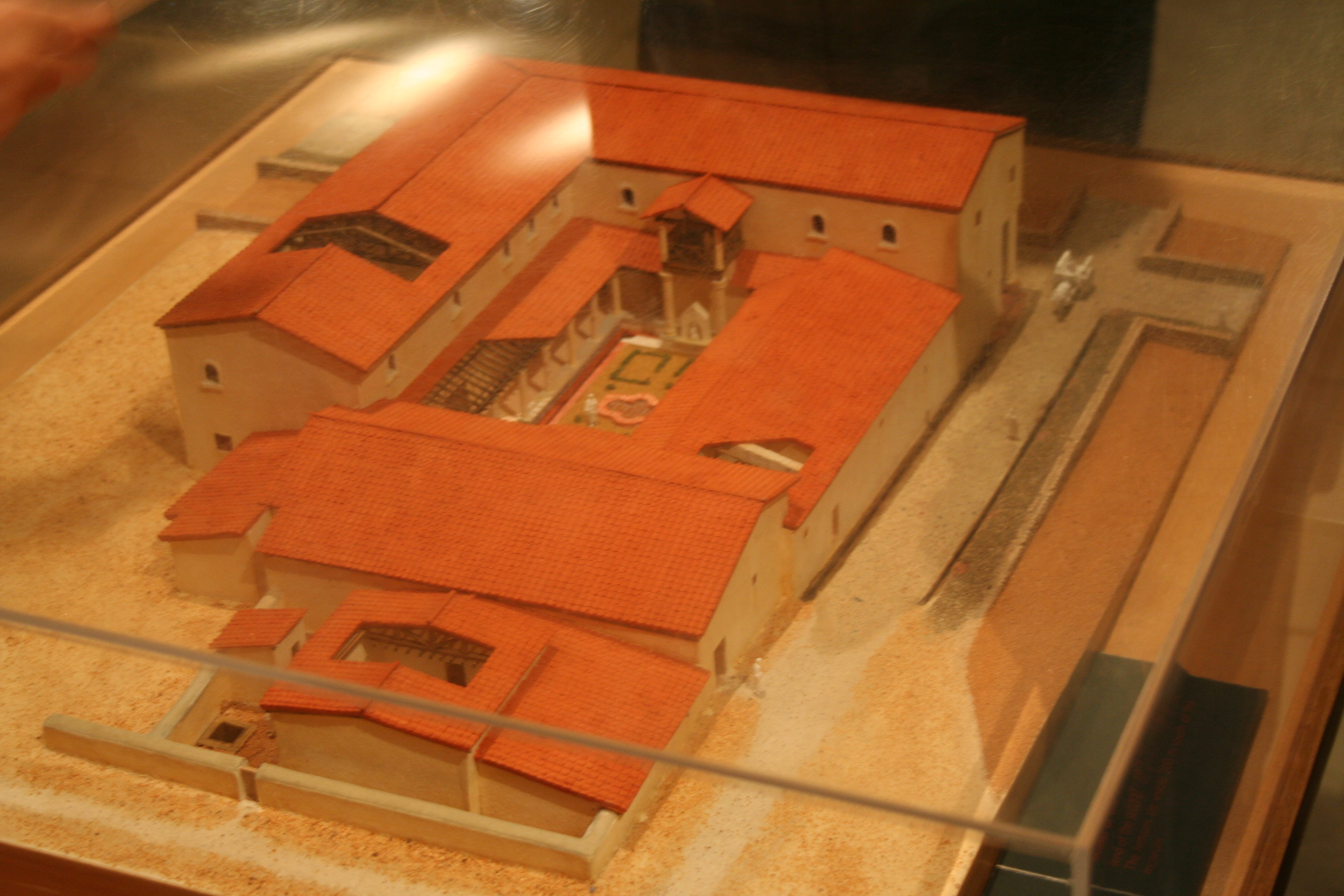
Modell der Villa rustica

Vieux ist eine französische Gemeinde mit 710 Einwohnern (Stand 1. Januar 2022) im Département Calvados. Sie gehört zum Arrondissement Caen und zum Kanton Évrecy.

## Geographie
Die Gemeinde liegt ungefähr zehn Kilometer südöstlich von Caen. Nachbargemeinden sind:
- Maltot im Norden,
- Feuguerolles-Bully im Osten,
- Amayé-sur-Orne im Süden,
- Avenay im Südwesten,
- Esquay-Notre-Dame im Westen und
- Fontaine-Étoupefour im Nordwesten.

An der südlichen Gemeindegrenze verläuft von West nach Ost das Flüsschen Guigne, das schließlich in die Orne entwässert.

## Geschichte
Vieux war das antike Aregenua (von gallisch are, „unten“ und genua, „Mündung“), der Hauptort des keltischen Stammes der Viducassen. In der Römerzeit wurde der Name nach den Bewohnern in Civitas Viducassensis geändert, woraus schließlich der heutige Name Vieux entstand.
Um 1580 wurde hier einer der wichtigsten Schriftsteine aus dem antiken Gallien in lateinischer Sprache gefunden, der Marbre de Thorigny (Marmor[stein] von Thorigny); tatsächlich wurde der Stein in Vieux und nicht in Thorigny, heute Torigni-sur-Vire, entdeckt.
Während der Operation Neptune, der Invasion in der Normandie im Jahre 1944, wurde die Cote 112 (englisch Hill 112), eine Anhöhe in unmittelbarer Nähe von Vieux, Schauplatz einer siebenwöchigen Schlacht (vom Juni bis Juli) zwischen deutschen und anglo-kanadischen Truppen.

### Bevölkerungsentwicklung
| Jahr      | 1968 | 1975 | 1982 | 1990 | 1999 | 2010 | 2019 |
| Einwohner | 398  | 411  | 509  | 671  | 585  | 636  | 678  |

## Sehenswürdigkeiten
- Gallo-römische Ausgrabungen – Monument historique[2][3]
- Kapelle Saint-Jean-Baptiste-du-Clos aus dem 13. Jahrhundert – Monument historique[4]
- Archäologisches Museum Vieux-la-Romaine

## Partnergemeinde
- Otterton, England